# Lepaute (cratera)
Lepaute é uma pequena cratera lunar que se situa ao longo da borda ocidental do Palus Epidemiarum, um mare na zona sudoeste do lado próximo da Lua.

## Crateras satélite
Por convenção estas características são identificas nos mapas lunares por colocando a letra no lado do meio da cratera que está mais proximo da Lepaute.
| Lepaute | Latitude | Longitude | Diâmetro |
| ------- | -------- | --------- | -------- |
| D       | 34.3° S  | 36.2° W   | 22 km    |
| E       | 35.7° S  | 35.0° W   | 10 km    |
| F       | 37.2° S  | 34.8° W   | 7 km     |
| K       | 34.3° S  | 33.9° W   | 12 km    |
| L       | 34.5° S  | 35.2° W   | 9 km     |